# Масимо Натили
Масимо Натили (на италиански: Massimo Natili е бивш пилот от Формула 1.

## Биография
Роден на 28 юли 1935 г. в Рончильоне, Италия.

### Формула 1
Масимо Натили прави своя дебют във Формула 1 в Голямата награда на Великобритания през 1961 г. В световния шампионат записва 2 състезания като не успява да спечели точки, състезава се с частен Купър.